# Cor Lieder Càmera
El Cor de Cambra Lieder Càmera va ser fundat a Sabadell l'any 1990 per Josep Vila i Casañas, que en fou director titular i posteriorment artístic. Posteriorment ha estat dirigit per Xavier Pastrana, Elisenda Carrasco i Eduard Vila i Perarnau.
Ha col·laborat en diverses ocasions amb el Festival Internacional de Música de Peralada, on ha participat en òperes com El rapte en el serrall, Carmen, El barber de Sevilla o Il tabarro. L'estiu del 1997 va participar en l'espectacle de Carles Santos Ventura La pantera imperial, que el 2010 es va representar de nou al Teatre Lliure de Barcelona.
El cor ha estat convidat a Festivals Internacionals de Música com els d'Edimburg, Montpeller, Pau Casals a Cuixà, Vinçà a França, 30 Nits de Sabadell, Músiques del Món a Girona, Torroella de Montgrí, Schubertíada de Vilabertran, Santa Florentina a Canet de Mar, Llívia, Festival de Música Antiga de Barcelona o el Festival Chants Sacrés de Méditerranée a Marsella, ha enregistrat dos discs compactes amb cançons populars i tradicionals catalanes, un de dedicat al repertori per a cor i piano, amb el pianista Adolf Pla, i un altre amb poemes de Miquel Desclot musicats per Josep Vila i Casañas. Durant el 2010, amb motiu del 20è aniversari del cor, es va enregistrar el CD Cançó nova amb cançons representatives de la Nova Cançó.

## Discografia[5]
- Missa Sanctus Benedictus (2015)
- Joan Manén. Obra coral (2014)
- Cançó nova (2010)
- Nadales i cançons (2005)
- Cançó a cau d'orella (2003)
- Passeggiata (2000)
- Cançó tradicional i popular catalana (1998)

També ha col·laborat en:
- Tempesta esvaïda (2016)
- Granados. Integral (2015)
- Jeanne d'Arc au Bûcher (2012)
- Stabat Mater i Obstinació (2002)